# Kanner-szindróma
A Kanner-szindróma, avagy kisgyermekkori autizmus egy diagnosztikai kategória, ami nem szerepel a DSM-IV-ben, de még mindig használják. Neurobiológiai, pervazív fejlődési zavar, az autizmus klasszikus erős formája. A rendellenességhez 75-ös IQ alatt társulnak az alábbi tünetek: a gyermekeknél már 3 éves kor előtt megfigyelhető a társaikhoz képesti visszamaradás a kommunikációban, a szociális viselkedésben és a rugalmas gondolkodásban. Az érintett gyermekek sokszor nem tanulnak meg beszélni; egyes vélemények szerint a beszélő autisták nem Kanner-szindrómások. Leo Kanner amerikai gyermekorvos írta le először 1943-ban.
A DSM IV-ben és ICD 10-ben csak az autisztikus zavar, illetve Asperger-szindróma szerepel.

## Tünetei
Ahhoz, hogy valakit Kanner-szindrómásnak tekintsenek, a következőknek kell fennállniuk:
- a kétirányú szociális interakciók minőségi (kvalitatív) zavara
- a kommunikáció minőségi (kvalitatív) zavara
- beszűkült érdeklődés és sztereotípiák
- a zavarok a harmadik életév előtt jelennek meg

A gyereknek mind fejlődése, mind érzékelése, kommunikációja és szociális viselkedése zavart szenved.
Gyakoriak az alvászavarok, a fóbiák, az evészavarok, dühkitörések, autoagresszió.
Egyes esetekben már az első hónapokban a megszokottól eltérően fejlődnek. Máskor csak a második vagy a harmadik életévben jelentkeznek a tünetek. Ekkor a már meglevő szociális és kommunikációs képességek is károsodhatnak. 
Az egyik jellegzetesség az elzárkózás, az autisztikus magány. Egyes autisták alig képesek személyekkel kapcsolatba lépni; sokkal nagyobb örömet jelent számukra a tárgyakkal való foglalkozás, mint az azonos korúak társasága. Mások keresik a kapcsolatot, de szociális viselkedésük zavartsága miatt nem értik meg őket.
Az állandósághoz való ragaszkodás fontos kapaszkodót jelent a nehezen megjósolható változások világában. Az autisták akár be is pánikolhatnak, ha valami nem a megszokott módon zajlik.

## Kommunikáció
A legtöbb, régebben Kanner-szindrómásnak tekintett autista beszéde jellegzetesen zavart. Ilyenek a monoton hangon való beszélés, az echolália, és a nyelv szó szerint vétele. Leginkább a nyelv használata sérül; a nyelvtan, a szemantika és az artikuláció kevésbé érintett. Körülbelül a felük néma. A diagnózis nem egyértelmű, mert vannak, akik a beszélő autistákat nem tekintik Kanner-szindrómásnak még akkor sem, ha súlyosan autisták. Az autisták kommunikációjában sokat segíthet például az írásbeli kommunikáció, a rajzolás és a festés. A beszédfélelmen segíthet a hangfelvételek visszajátszása és a számítógép használata.

## Okai
A különböző kutatások arra utalnak, hogy az autizmusnak genetikai okai vannak. A jelek arra utalnak, hogy több gén együttes hatásának eredménye. Az autizmushoz vezető köztes folyamatok közelebbről nem ismertek. A szakértők egyetértenek abban, hogy a korábbi frizsideranya elmélete nem állja meg a helyét.

## Következményei
Az autizmus súlyos formája zavart okoz az észlelésben és a kommunikációban. Az autisztikus magány megnehezíti a szociális kapcsolatok létrejöttét és a beilleszkedést a családba és az iskolába. A szociális szabályok megfelelő alkalmazására való képtelensége sok stresszt okoz. A Kanner-szindrómás gyerek nevelése nehéz, és a gyerek sokszor felnőttként is képtelen lesz az önálló életre. 